# Qorimayus alticola
Genre
Espèce
Synonymes
- Parabalta alticola Ringuelet, 1961

Qorimayus alticola, unique représentant du genre Qorimayus, est une espèce d'opilions laniatores de la famille des Gonyleptidae.

## Distribution
Cette espèce est endémique de la province de La Rioja en Argentine. Elle se rencontre dans la Sierra de Famatina entre 2 450 et 3 080 m d'altitude.

## Description
Le mâle holotype mesure 8,6 mm et la femelle paratype 8,6 mm.

## Systématique et taxinomie
Cette espèce a été décrite sous le protonyme Parabalta alticola par Ringuelet en 1961. Elle est placée dans le genre Pachyloides par Acosta en 1996 puis dans le genre Qorimayus par Acosta en 2020.

## Publications originales
- Ringuelet, 1961 : « Un nuevo opilión de fauna de altura y observaciones sobre vinculaciones evolutivas en algunos Pachylinae (Arachnida). » Revista de la Sociedad Entomologica Argentina, vol. 23, p. 1–6.
- Acosta, 2020 : « Qorimayus, a new genus of relictual, high-altitude harvestmen from western Argentina (Arachnida, Opiliones, Gonyleptidae) reveals trans-Andean phylogenetic links. » Zootaxa, no 4722(2), p. 129–156.